# Lekhani (Udayapur)
Lekhani (nep. लेखानी) – gaun wikas samiti we wschodniej części Nepalu w strefie Sagarmatha w dystrykcie Udayapur. Według nepalskiego spisu powszechnego z 2001 roku liczył on 453 gospodarstw domowych i 2764 mieszkańców (1406 kobiet i 1358 mężczyzn).